# Riwne
Riwne (ukrainisch Рівне; russisch Ровно Rowno, polnisch Równe) ist eine Großstadt im Nordwesten der Ukraine mit etwa 250.000 Einwohnern.
Sie liegt am Fluss Ustja (Устя) und ist Verwaltungszentrum der gleichnamigen Oblast sowie des Rajons Riwne.
Die Stadt ist ein Verkehrsknoten an den Fernstraßen M 06 / E 40, N 22 und der Regionalstraße P–05 sowie an den Bahnstrecken Kowel–Kosjatyn und Riwne–Luninez. Außerdem ist sie durch das hier befindliche Operative Armeekommando West eine bedeutende Garnison der Ukrainischen Streitkräfte.

## Geschichte
Die Ortschaft wurde 1283 erstmals erwähnt. Ab der zweiten Hälfte des 14. Jahrhunderts gehörte Riwne zu Litauen, später zu Polen und lag hier in der Woiwodschaft Wolhynien. 1492 erlangte Riwne Stadtrecht nach Magdeburger Recht. Im 16. Jahrhundert war Riwne ein wichtiges Handelszentrum.

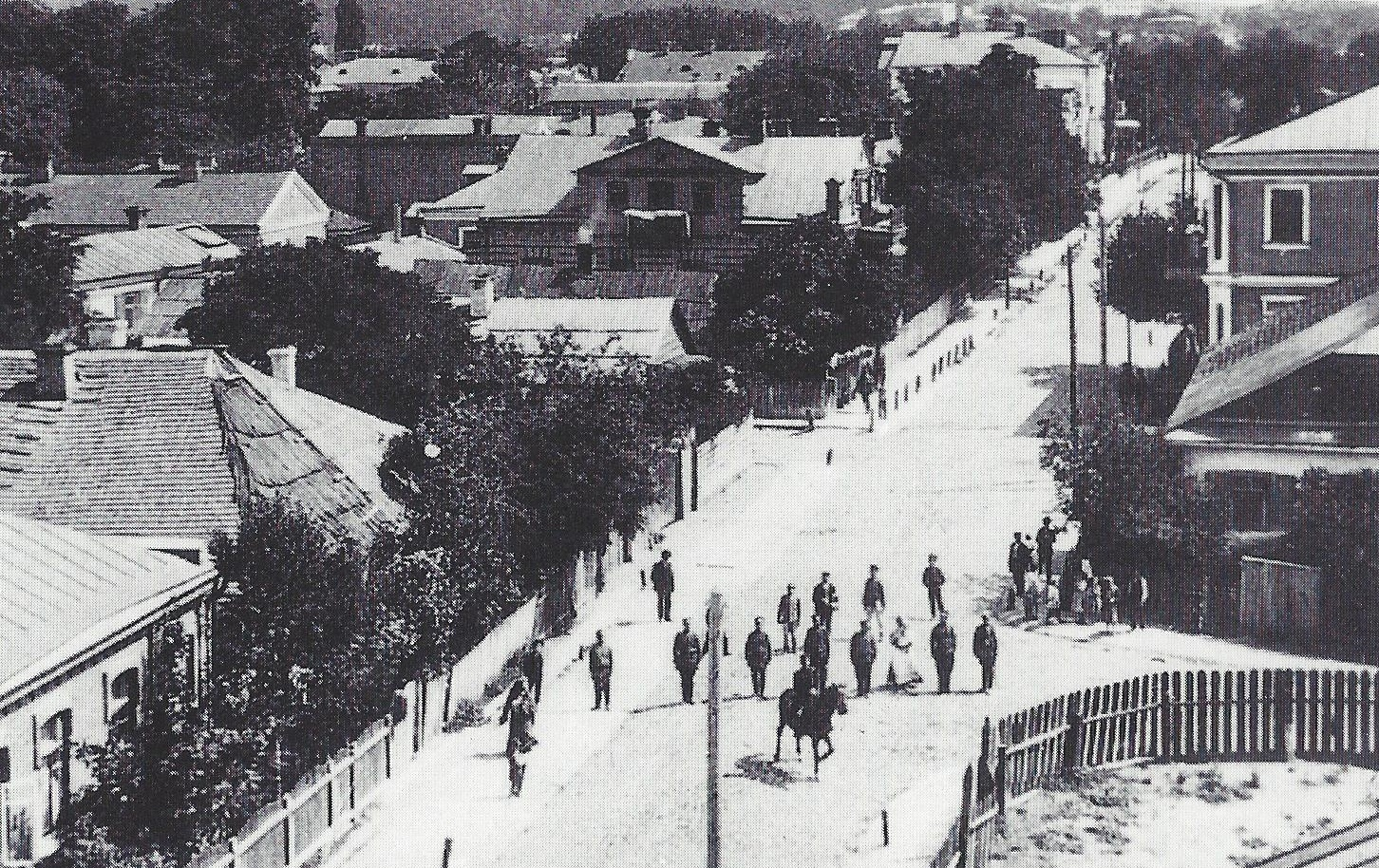
Deutsche Straße (19. Jahrhundert)

Bei der Dritten Teilung Polens im Jahre 1795 wurde die Stadt und deren Umgebung Russland zugesprochen. Während des Ersten Weltkrieges und des folgenden russischen Bürgerkrieges wechselte die Kontrolle über die Stadt zwischen russischen, deutschen, ukrainischen, bolschewistischen und polnischen Truppen. Von April bis Mai 1919 war Riwne kurzzeitig Hauptstadt der Ukrainischen Volksrepublik. Ab 1921 gehörte die Stadt wieder zu Polen (Zweite Polnische Republik) und lag in der Woiwodschaft Wolhynien, Powiat Równe, Gmina Równe. Die christlichen Bewohner der Stadt waren überwiegend katholischen Glaubens, wofür die Architektur der großen, zweitürmigen katholischen Kirche Zeugnis ablegt. Nach dem Hitler-Stalin-Pakt zu Beginn des Zweiten Weltkrieges wurde Riwne in Folge der sowjetischen Besetzung Ostpolens an die Ukrainische Sozialistische Sowjetrepublik angeschlossen.
Am 28. Juni 1941 wurde Riwne nach der Panzerschlacht bei Dubno-Luzk-Riwne von deutschen Truppen erobert und später dem Reichskommissariat Ukraine zugeordnet. Bei der Einnahme der Stadt war etwa die Hälfte der knapp 60.000 Einwohner jüdischen Glaubens. 23.000 von ihnen wurden nach Zeitzeugen am 6. und 7. November 1941 in einem Wald bei Sosenki, unter Mitverantwortung des Gebietskommissars Georg Marschall, von SS-Einsatzgruppen erschossen. Die 5.000 übrigen Juden wurden in ein Ghetto gesperrt und im Juli 1942 nach Kostopil deportiert, wo sie ebenfalls von Einsatzgruppen erschossen wurden. Im Widerstand gegen die deutsche Besetzung der Region waren ab 1943 Partisanen in Divisionsstärke aktiv und behinderten besonders den Verkehr auf der Nord- und Südbahn. Am 16. November 1943 erschoss der NKWD-Agent Nikolai Iwanowitsch Kusnezow den deutschen Senatspräsidenten Alfred Funk im Gerichtssaal. Am 2. Februar 1944 befreite die Rote Armee Riwne im Zuge der Rowno-Luzker Operation.
Riwne fiel 1945 an die Sowjetunion und gehörte dort wieder zur Ukrainischen Sozialistischen Sowjetrepublik. Seit dem Zerfall der Sowjetunion 1991 gehört sie zum unabhängigen Staat Ukraine. Am 11. Juni 1991 wurde die Stadt von Rowno in Riwne umbenannt; dem folgte dann auch die zugehörige Oblast Riwne.

## Einwohner
| 1897*   | 1904    | 1920    | 1926*   | 1939*   | 1943    | 1959*  |
| ------- | ------- | ------- | ------- | ------- | ------- | ------ |
| 24.573  | 30.300  | 23.700  | 30.500  | 43.000  | 17.531  | 59.598 |
| 1970*   | 1979*   | 1989*   | 2001*   | 2010    | 2019    |        |
| 115.541 | 178.956 | 227.925 | 248.813 | 249.582 | 246.535 |        |

 * Volkszählungsergebnisse 1897, 1939, 1959, 1970, 1979, 1989, 2001, 2010, 2019

## Wirtschaft und Kultur

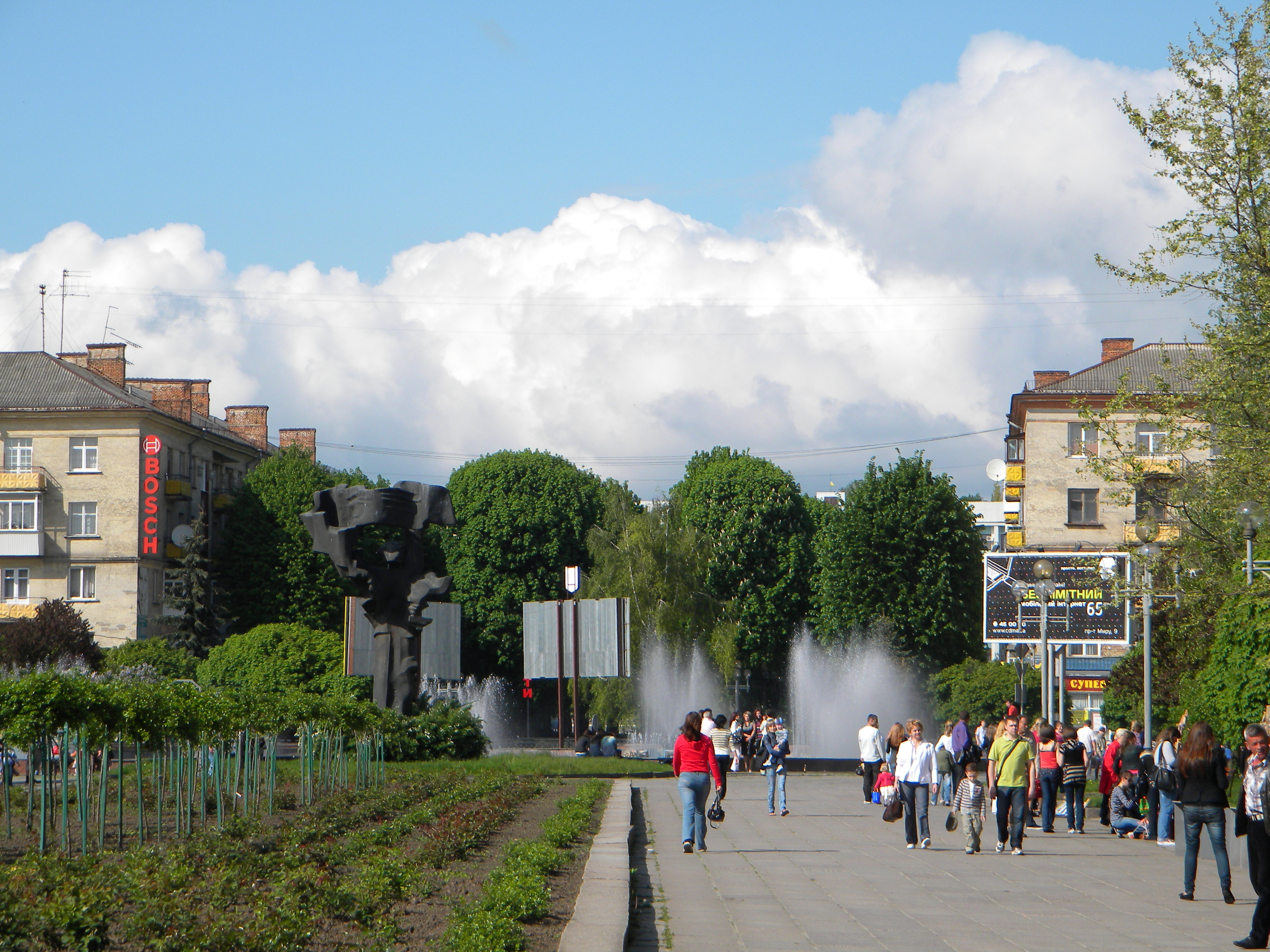
Innenstadt

Riwne ist Industriezentrum (Maschinen, Elektroapparate, Leinenindustrie) und kultureller Mittelpunkt des Gebietes mit Hochschulen, Theater und Museen. In der Nähe der Stadt befindet sich das Kernkraftwerk Riwne.
Riwne beherbergte in den 1920er und 1930er Jahren eine Tarbut-Schule und einen Tarbut-Kindergarten, wichtige Bestandteile des jüdischen Lebens in der Stadt vor dem Holocaust. Das jüdische Leben in der Stadt litt aber nicht erst durch den Holocaust, sondern auch schon unter den antisemitischen Feindseligkeiten der Bevölkerung.

## Verwaltungsgliederung
Am 12. Juni 2020 wurde die Stadt zum Zentrum der neugegründeten Stadtgemeinde Riwne (Рівненська міська громада Riwnenska miska hromada). Zu dieser zählt auch noch die südlich gelegene Siedlung städtischen Typs Kwassyliw, bis dahin bildete die Stadt die gleichnamige Stadtratsgemeinde Riwne (Рівненська міська рада/Riwnenska miska rada) am im Zentrum des Rajons Riwne, jedoch verwaltungstechnisch kein Teil desselben, sondern unter Oblastverwaltung stehend.
Am 17. Juli 2020 wurde der Ort ein Teil des Rajons Riwne.

## Städtepartnerschaften
|                      |             |      |
| Stadt                | Land        | seit |
| Lublin               | Polen       | 2013 |
| Monaco               | Monaco      | 2015 |
| Oberviechtach        | Deutschland | 2006 |
| Piotrków Trybunalski | Polen       | 1997 |
| Radomszczański       | Polen       | 2013 |
| Sjewjerodonezk       | Ukraine     | 2007 |
| Widin                | Bulgarien   | 2001 |
| Zabrze               | Polen       | 2001 |
| Zvolen               | Slowakei    | 1998 |
| Berlin-Pankow        | Deutschland | 2023 |

Zudem besteht zwischen der Stadt Riwne und der Stadt Essen eine Solidaritätspartnerschaft.

## Sport
Riwne ist im Besitz eines bekannten Speedway-Stadions, wo bereits in den 1980er Jahren zu UdSSR-Zeiten entscheidende Qualifikationsläufe zur Speedway-Einzel-WM ausgetragen wurden. So zum Beispiel das WM-Kontinental-Finale 1984, an dem auch die beiden deutschen Ex-Weltmeister Egon Müller und Karl Maier teilnahmen.
Der Fußballverein Weres Riwne spielt in der Premjer-Liha der Ukraine.

## Söhne und Töchter der Stadt
- Moische Zilberfarb (1876–1934), jüdisch-ukrainischer Politiker und Intellektueller
- Alexander Tairow (1885–1950), russisch-sowjetischer Regisseur und Theatertheoretiker
- Wsewolod Petrowitsch Saderazki (1891–1953), Komponist und Pianist
- Samuel Bernstein (* 1893), Vater des Dirigenten und Komponisten Leonard Bernstein (1918–1990)
- Eugenia Wasilewska (* 1922), Überlebende der Deportationen nach Kasachstan im Zweiten Weltkrieg
- Nikolaus Arndt (1928–2016), deutscher Architekt, Historiker und Kommunalpolitiker
- Ryszard Przybylski (1928–2016), polnischer Essayist, Literaturhistoriker und Übersetzer
- Anna Walentynowicz (1929–2010), Arbeiterin der Leninwerft Danzig und Mitglied der Solidarność
- Stanley Deser (1931–2023), US-amerikanischer Physiker
- Andrzej Milczanowski (1939–2024), polnischer Jurist und Politiker
- Jaroslaw Jewdokimow (* 1946), Pop- und Estraden-Sänger (Bariton)
- Anna Belfer-Cohen (* 1949), Archäologin und Paläoanthropologin
- Ruslan Chomtschak (* 1967), ukrainischer General und Oberbefehlshaber der Streitkräfte
- Walerij Jewdokymow (* 1969), ukrainischer General und Leiter des Auslandsnachrichtendienstes
- Serhij Hontschar (* 1970), Radrennfahrer
- Natalya Pasichnyk (* 1971), schwedisch-ukrainische klassische Pianistin
- Oksana Markarowa (* 1976), ukrainische Finanzministerin
- Ala Zuper (* 1979), belarussische Freestyle-Skierin
- Tetjana Kosatschenko (* 1981), Freestyle-Skierin
- Jurij Stezko (* 1981), Freestyle-Skier
- Oleksandr Diduch (* 1982), Tischtennisspieler
- Olena Juntschyk (* 1982), Freestyle-Skierin
- Helena Androsova (* 1988), Sängerin, Musikerin und YouTuberin
- Olga Kulchynska (* 1990), Opernsängerin
- Maksym Krywzow (1990–2024), Dichter
- Olha Semljak (* 1990), Sprinterin
- Olena Kolesnytschenko (* 1993), Hürdenläuferin
- Anastassija Nowossad (* 1993), Freestyle-Skierin
- Natalija Krol (* 1994), Mittelstreckenläuferin
- Kateryna Karpjuk (* 1995), Sprinterin
- Jana Sinkewytsch (* 1995), Politikerin
- Mychajlo Romantschuk (* 1996), Schwimmer
- Dmytro Kotowskyj (* 2001), Freestyle-Skier

## Nachweise
1. ↑  Bezirksamt Pankow: Solidaritätspartnerschaft: Hilfstransport und Besuch des Bürgermeisters in Riwne Februar 2023
2. ↑  Rizzi Zannoni, Część Pułnocna Woiewodztw Wołińskiego y Kiiowskiego. Powiat Piński, w Litwie Południowey.; 1772 (Memento vom 4. März 2016 im Internet Archive)
3. ↑  Gesetz des Werchowna Rada
4. ↑  pop-stat.mashke.org
5. ↑  Кабінет Міністрів України Розпорядження від 12 червня 2020 р. № 722-р "Про визначення адміністративних центрів та затвердження територій територіальних громад Рівненської області"
6. ↑  Верховна Рада України; Постанова від 17.07.2020 № 807-IX "Про утворення та ліквідацію районів"
7. ↑  https://www.berlin.de/ba-pankow/ueber-den-bezirk/patenschaft/artikel.1290138.php
8. ↑  Riwne. Abgerufen am 24. Juni 2024.